# Blue Jean (film)
Blue Jean è un film del 2022 scritto e diretto da Georgia Oakley al suo esordio alla regia.

## Trama
Newcastle, 1988. Jean è un'insegnante di ginnastica alle scuole superiori ed è sempre schiva e riservata con i colleghi. Mentre il governo britannico pianifica la sezione 28, Jean vive la sua omosessualità in segreto, se non per le visite a un bar gay della zona insieme alle amiche e alla fidanzata Viv. Una sera Jean riceve una visita inaspettata dalla sorella, che le chiede di badare al figlio Sam. La sorella non sa dell'omosessualità di Jean, che sminuisce il ruolo di Viv nella sua vita, irritando così la fidanzata.
Intanto a scuola arriva una nuova studentessa, Lois, che frequenta lo stesso locale gay di Jean e riconosce l'insegnante. Lois cerca di legare con Jean unendosi alla sua squadra di netball e frequentando le sue amiche, ma Jean le ordina di starle lontano, temendo di perdere il lavoro se la gente scoprisse della sua omosessualità. Il capo di Jean trova una rivista gay sulla scrivania dell'insegnante, che crede sia stata messa lì da Lois per vendicarsi. Tuttavia la vera responsabile è Siobhan, un'altra studentessa che aveva avuto una lite con Lois sul campo da gioco. Dopo una nuova lite tra le due ragazze Jean è costretta a separarle e mandarle in spogliatoio, dove Siobhan bacia Lois nelle docce. Jean è testimone del bacio, ma Siobhan afferma che è stata Lois a baciarla inaspettatamente e contro la sua volontà. Temendo di compromettere la propria posizione, Jean accetta la bugia e Lois viene sospesa.
Jean intanto prova a riappacificarsi con Viv, che l'aveva lasciata perché stanca di vivere la propria relazione in segreto e perché aveva visto Jean parlare con Lois al bar gay. Viv rifiuta di riallacciare i rapporti con Jean e neanche Lois accetta le scuse dell'insegnante. Alla feste di compleanno del nipotino, Jean trova il coraggio di fare coming out davanti al cognato e agli amici della sorella, che le aveva confidato di sapere della sua omosessualità. Jean riesce a riconciliarsi con Lois invitandola a una festa tra ragazze lesbiche e riesce anche a riallacciare rapporti amichevoli con Viv. Sentendosi più sicura di sé e della propria sessualità, il giorno dopo Jean torna a scuola sorridendo.

## Distribuzione
Il film ha avuto la sua prima il 3 settembre 2022 in occasione della 79ª Mostra internazionale d'arte cinematografica di Venezia.

## Riconoscimenti
- 2022 - Festival del cinema di Venezia
  - Premio del Pubblico BNL
  - In concorso per il GdA Director's Award a Georgia Oakley
  - In concorso per il Premio Venezia opera prima "Luigi De Laurentiis"
  - In concorso per il Queer Lion
- 2022 - British Independent Film Awards
  - Miglior interpretazione in un ruolo protagonista a Rosy McEwen
  - Miglior interpretazione in un ruolo non protagonista a Kerrie Hayes
  - Miglior casting a Shaheen Baig
  - Miglior sceneggiatura d'esordio a Georgia Oakley
  - Candidatura per il miglior film britannico indipendente
  - Candidatura per la miglior regia a Georgia Oakley
  - Candidatura per la miglior interpretazione in un ruolo non protagonista a Lucy Halliday
  - Candidatura per la miglior performance rivelazione a Rosy McEwen
  - Candidatura per la miglior sceneggiatura a Georgia Oakley
  - Candidatura per il miglior montaggio a Izabella Curry
  - Candidatura per il miglior esordio alla regia a Georgia Oakley
  - Candidatura per il miglior cast
- 2023 - BAFTA
  - Candidatura per il miglior esordio britannico da regista, sceneggiatore o produttore a Georgia Oakley
- 2023 - Gotham Independent Film Awards
  - Candidatura per la miglior regista esordiente a George Oakley